# Karl II av Savojen
Karl II av Savoyen, född 1489, död 1496, var en monark (hertig) av Savojen från 1490 till 1496. 